# Liste der diplomatischen Vertretungen in Brunei

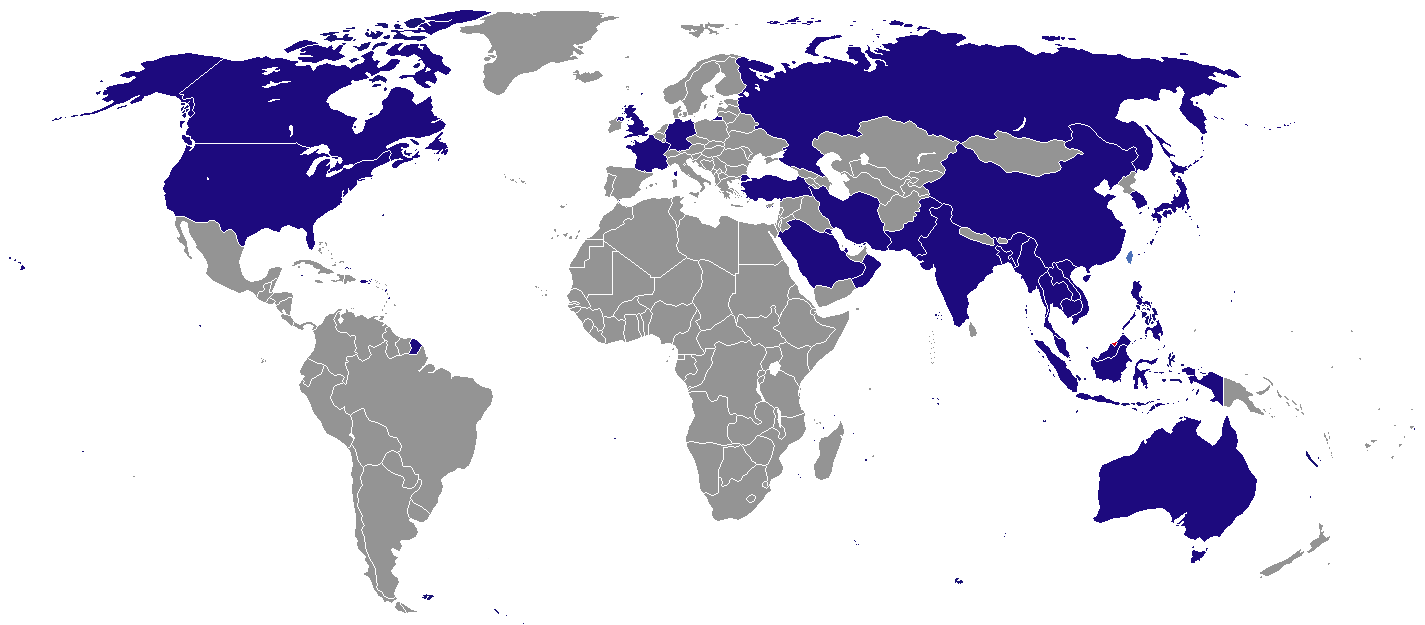
Brunei
Staaten, die in Brunei eine Botschaft/Hochkommissariat unterhalten
Staaten, die in Brunei nur ein Konsulat unterhalten

Diese Seite listet die diplomatischen Auslandsvertretungen in Brunei auf.

## Botschaften und Hochkommissariate

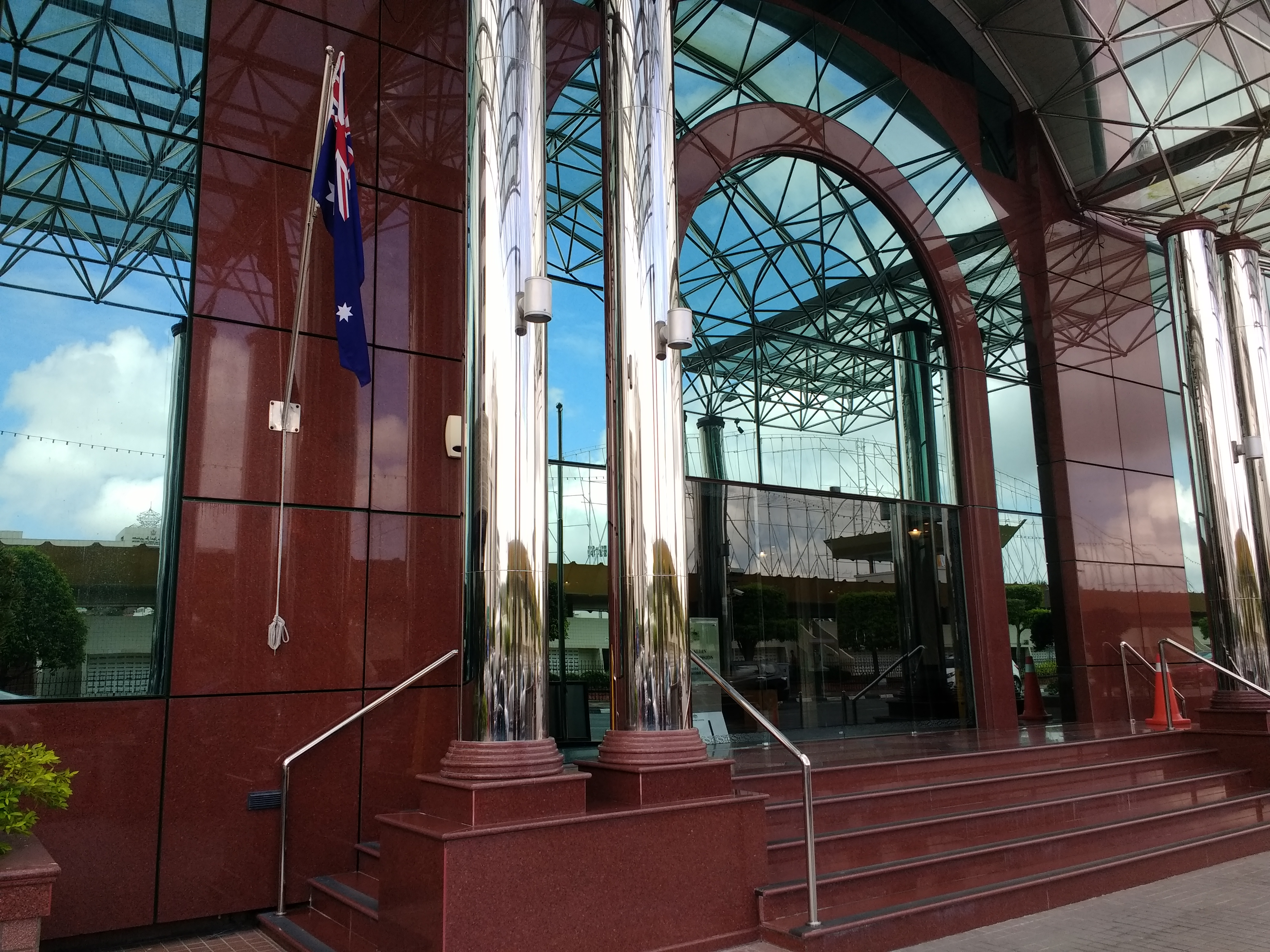
Australisches Hochkommissariat in Brunei

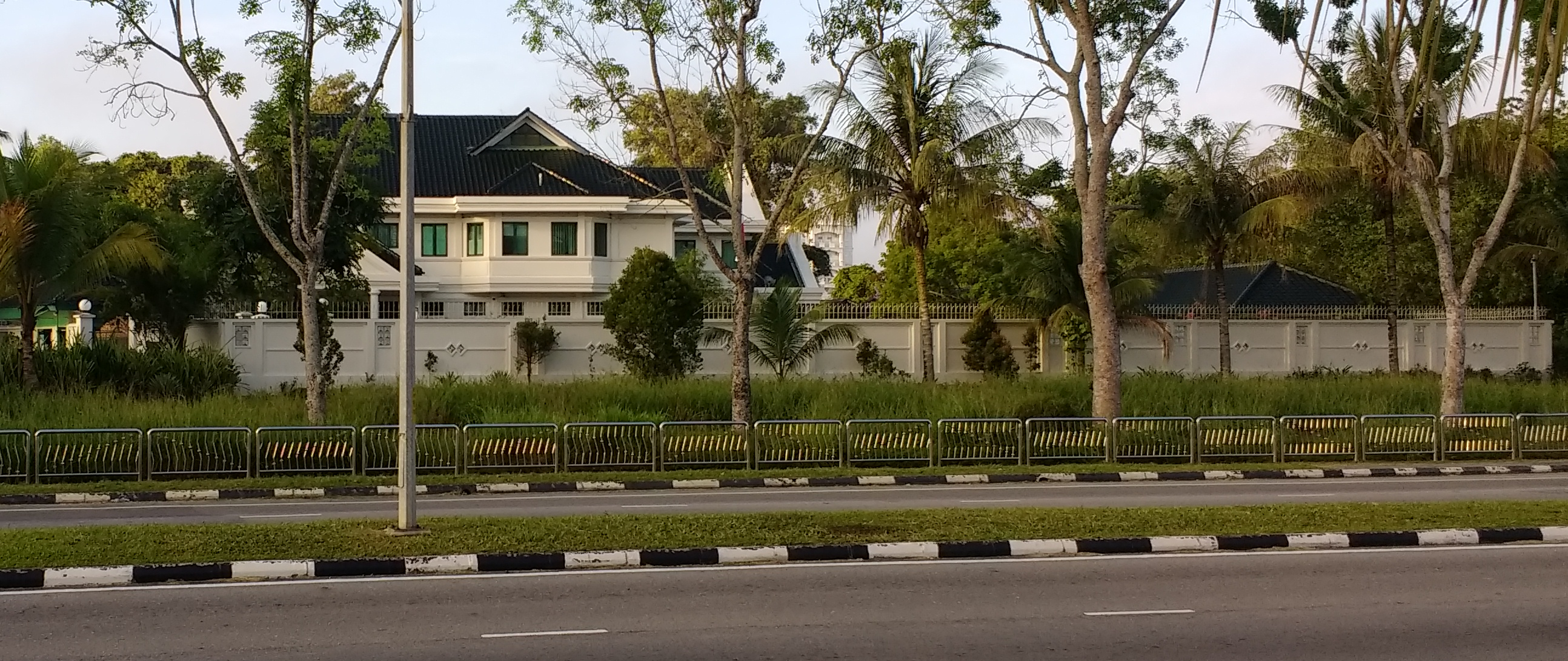
Japanische Botschaft in Brunei

| Bandar Seri Begawan (A–K) | Bandar Seri Begawan (A–K)                                                        | Bandar Seri Begawan (A–K) | Bandar Seri Begawan (A–K)        |
| Gastland                  | Botschaft / Hochkommissariat                                                     | Vertreter                 | Koordinaten                      |
| ------------------------- | -------------------------------------------------------------------------------- | ------------------------- | -------------------------------- |
| Australien                | Australisches Hochkommissariat DAR Takaful IBB Utama, Jalan Pemancha             | Nicola Rosenblum          | 4° 53′ 18″ N, 114° 56′ 31,5″ O   |
| Bangladesch               | Hochkommissariat von Bangladesch 10 Simpang 83-20, Jalan Sungai Akar             | Mahmud Hussain            | 4° 56′ 31,1″ N, 114° 58′ 5″ O    |
| Volksrepublik China       | Chinesische Botschaft 17 Simpang 465-7, Jalan Muara, Sungai Hanching             | Yu Hong                   | 4° 57′ 41,7″ N, 114° 58′ 21,2″ O |
| Deutschland               | Deutsche Botschaft Yayasan Sultan Haji Hassanal Bolkiah Complex, Jalan Pretty    | Peter Hermann Wolff       | 4° 53′ 17,2″ N, 114° 56′ 26,3″ O |
| Frankreich                | Französische Botschaft Yayasan Sultan Haji Hassanal Bolkiah Complex Jalan Pretty | Christian Ramage          | 4° 53′ 17,2″ N, 114° 56′ 26,3″ O |
| Indien                    | Indisches Hochkommissariat Baitussyifaa, Simpang 40-22, Jalan Sungai Akar        | Ajaneesh Kumar            | 4° 56′ 49,2″ N, 114° 57′ 52,5″ O |
| Indonesien                | Indonesische Botschaft Simpang 528, Kampong Sungai Hanching Baru, Jalan Muara    | Dubes Sujatmiko           | 4° 55′ 18,3″ N, 114° 57′ 39,3″ O |
| Iran                      | Iranische Botschaft 2, Jalan Dato Ratna Kampong Kiarong                          |                           |                                  |
| Japan                     | Japanische Botschaft 33, Simpang 122, Kampong Kiulap                             | Motohiko Kato             | 4° 53′ 56,2″ N, 114° 55′ 34,8″ O |
| Kambodscha                | Kambodschanische Botschaft Simpang 336-71, Diplomatic Enclave, Jalan Kebangsaan  |                           |                                  |
| Kanada                    | Kanadisches Hochkommissariat Jalan McArthur Building 1, Jalan McArthur           | Caterina Ventura          | 4° 53′ 14,3″ N, 114° 56′ 38,3″ O |
| Katar                     | Katarische Botschaft 898 Kampong Jangsak Jalan Gadong                            |                           | 4° 52′ 43,2″ N, 114° 51′ 46,8″ O |
| Südkorea                  | Koreanische Botschaft Simpang 336, Diplomatic Enclave Jalan Kebangsaan           | Yoon Hyun Bong            | 4° 55′ 15″ N, 114° 57′ 28″ O     |
| Kuwait                    | Kuwaitische Botschaft 21 & 25 Spg. 40 Jln Elia Fatimah, Kg Kiarong, Gadong       |                           | 4° 53′ 18″ N, 114° 55′ 11″ O     |

| Bandar Seri Begawan (L–Z) | Bandar Seri Begawan (L–Z)                                                                 | Bandar Seri Begawan (L–Z)                   | Bandar Seri Begawan (L–Z)        |
| Gastland                  | Botschaft / Hochkommissariat                                                              | Vertreter                                   | Koordinaten                      |
| ------------------------- | ----------------------------------------------------------------------------------------- | ------------------------------------------- | -------------------------------- |
| Laos                      | Laotische Botschaft Simpang 336, Diplomatic Enclave, Jalan Kebangsaan Kampong Sungai Akar |                                             | 4° 55′ 22,5″ N, 114° 57′ 59,6″ O |
| Malaysia                  | Malaiisches Hochkommissariat Simpang 336, Diplomatic Enclave, Jalan Kebangsaan            |                                             | 4° 55′ 19,6″ N, 114° 57′ 33,1″ O |
| Myanmar                   | Myanmarische Botschaft Simpang 212, Lot 2185 / 46292, Jalan Kampong Rimba                 |                                             |                                  |
| Oman                      | Omanische Botschaft Simpang 100, Kampong Pengkalan, Gadong, Jalan Tungku Link             |                                             |                                  |
| Osttimor                  | Osttimorische Botschaft Simpang 612, Jalan Muara Kampong Salambigar                       |                                             | 4° 58′ 19,7″ N, 114° 59′ 1,4″ O  |
| Pakistan                  | Pakistanisches Hochkommissariat Simpang 247-3 Kampong Lambak Kanan, Jalan Utama Berakas   |                                             | 4° 58′ 18,9″ N, 114° 57′ 12,2″ O |
| Philippinen               | Philippinische Botschaft Simpang 336, Diplomatic Enclave, Jalan Kebangsaan                | Peter Raymond V. Delfin (Chargé d’Affaires) | 4° 55′ 23,7″ N, 114° 57′ 27,3″ O |
| Saudi-Arabien             | Saudi-Arabische Botschaft Simpang 570, Kampong Salar, Jalan Muara                         |                                             | 5° 0′ 18,6″ N, 115° 1′ 40,7″ O   |
| Singapur                  | Singapurisches Hochkommissariat 8 Simpang 74 Jalan Subok                                  | Lim Hong Huai                               | 4° 53′ 3,3″ N, 114° 57′ 23,4″ O  |
| Thailand                  | Thailändische Botschaft 2 Simpang 42, Jalan Elia Fatimah, Kampong Kiarong                 | Wanthanee Viputwongsakul                    | 4° 51′ 15,3″ N, 114° 53′ 15,6″ O |
| Vereinigtes Königreich    | Britisches Hochkommissariat Yayasan Sultan Hassanal Bolkiah Complex, Jalan Pretty         | Richard Lindsay                             | 4° 53′ 12,1″ N, 114° 56′ 25,1″ O |
| Vereinigte Staaten        | US-amerikanische Botschaft Simpang 42, Jalan Elia Fatimah, Kampong Kiarong                |                                             | 4° 55′ 11,8″ N, 114° 57′ 22,6″ O |
| Vietnam                   | Vietnamesische Botschaft Simpang 148-3, Jalan Telanai, Mukim Kilanas                      |                                             | 4° 52′ 23,9″ N, 114° 53′ 58,2″ O |

## Konsulate
Die nachfolgenden Staaten haben eine konsularische Vertretung in Brunei.
- Belgien
- Benin
- Burkina Faso
- Chile
- Mexiko
- Niederlande
- Neuseeland
- Norwegen
- Peru
- Russland
- Sri Lanka
- Schweden
- Schweiz
- Türkei